# Łańcuch epidemiczny
Łańcuch epidemiczny – ogniwa niezbędne do wystąpienia zakażenia, a mianowicie:
- źródło zakażenia lub rezerwuar drobnoustrojów
- drogi i czynniki przenoszenia się drobnoustrojów (na przykład nosiciel)
- podatny na zakażenie zdrowy organizm.

Brak jednego z dwóch ostatnich ogniw decyduje o niewystąpieniu lub przerwaniu łańcucha zakażeń (epidemii), mimo pojawienia się choroby zakaźnej.